# Pferdeköpfe (Pass)
Die Pferdeköpfe im Harz sind der etwa 361 m ü. NN hohe Gebirgspass der Landesstraße 230 zwischen Wippra und Grillenberg im Landkreis Mansfeld-Südharz in Sachsen-Anhalt. Hier kreuzt eine alte Kohlenstraße, über die früher Holzkohle in die Mansfelder Kupferhütten transportiert wurde und die heute als Waldweg dient.

## Geographische Lage
Der Pass Pferdeköpfe liegt im Unterharz im Naturpark Harz/Sachsen-Anhalt zwischen Wippra im Nordnordwesten und Grillenberg im Südsüdosten. Er befindet sich an der zwischen diesen beiden Sangerhausener Ortsteilen verlaufenden Landesstraße 230. Er liegt auf der Wasserscheide zwischen den Saale-Zuflüssen Brumbach (entspringt nahe der Wüstung Brumbach) im Norden und Gönna (entspringt nahe dem Pass) im Süden.

## Steinbruch
An den Pferdeköpfen existiert ein stillgelegter Steinbruch, in dem bis etwa 1960 Grünschiefer, vor allem für den Straßenbau, abgebaut wurde. In Steinbruchnähe befindet sich einer der geodätischen Punkte, die in den 1960er Jahren gesetzt wurden, um die Harzhebung zu beobachten.

## Meilerplatz an der Kohlenstraße
Etwa 650 m westsüdwestlich des Passes liegt im Wald an der Kohlenstraße, die 1926 versuchsweise mit getränktem Buchenholz gepflastert wurde, neben einem Wegabzweig (384,7 m ü. NN) ein Meilerplatz (⊙), der bis 2016 als Nr. 210 in das System der Stempelstellen der Harzer Wandernadel einbezogen war. Dort sind Köhlerhütten und Kohlenmeiler und Schautafeln über das Köhlerhandwerk aufgebaut.